# Masayoshi Ōishi
Masayoshi Ōishi (大石 昌良 Ōishi Masayoshi?, 5 de enero de 1980) es un músico, cantautor y compositor japonés de Uwajima, Ehime. Su carrera musical profesional comenzó en 2001 como vocalista de la banda Sound Schedule. Tras la disolución de la banda en 2006, comenzó una carrera en solitario, lanzando su primer sencillo "Honoka Terasu" en 2008. Sound Schedule se reunió en 2011, con Ōishi regresando como vocalista de la banda.
Ōishi también es vocalista del grupo musical OxT, dirigido por el compositor Tom Hack. En 2014, la canción «Kimi Ja Nakya Dame Mitai» de Ōishi se utilizó como tema de apertura de la serie de anime Gekkan Shōjo Nozaki-kun, y en 2018, su canción «Otomodachi Film» se utilizó como tema de apertura de la serie de anime Tada-kun wa Koi wo Shinai. También ha escrito canciones para otros artistas, como «Yōkoso Japari Park e», canción que sirvió de tema de apertura para la serie de anime Kemono Friends.

## Biografía
Ōishi nació en Uwajima, Ehime, el 5 de enero de 1980. Se graduó de la Universidad de Comercio de Kobe (ahora parte de la Universidad de Hyogo) y fue miembro del club de música ligera de la escuela. En 1999, él y otros miembros del club formaron la banda Sound Schedule, haciendo su debut principal en 2001. Tras la disolución de la banda en 2006, comenzó una carrera en solitario, comenzando con el lanzamiento de su sencillo "Honoka Terasu" (ほのかてらす?) el 25 de junio de 2008. Esto fue seguido por el lanzamiento de su segundo sencillo "Ushiro no Shōmen" (うしろのしょうめん?) el 24 de septiembre de 2008. En noviembre de ese año, lanzó su primer álbum "Ano Machi Kono Machi" (あの街この街??).
En 2009, Ōishi lanzó dos sencillos: «Love» el 17 de junio, y «Gensō Underground» (幻想アンダーグラウンド?) el 21 de octubre, así como su segundo álbum G.D. Attraction (G.D. アトラクション?).
En 2011, Sound Schedule decidió reunirse después de un descanso de cinco años, con Ōishi regresando como vocalista de la banda. Aunque la reunión pretendía ser un asunto temporal, al final de la gira de la banda en 2012, se anunció que la banda continuaría con sus actividades. Ōishi seguiría siendo el vocalista de la banda mientras continuaba su carrera en solitario. En 2012, lanzó su tercer álbum 31 Myscream (31 マイスクリーム?).
En 2013, Ōishi lanzó su cuarto álbum Magical Music Tour (マジカルミュージックツアー?). También comenzó a colaborar con el compositor Tom Hack para lanzamientos musicales. Su primera colaboración fue el sencillo «Go Exceed!!» que fue lanzado el 30 de octubre de 2013; la canción principal se utilizó como primer tema de apertura de la serie de anime Daiya no Ace. Esto fue seguido por el sencillo «Perfect Hero» que fue lanzado el 21 de mayo de 2014; la pista del título se usa como el segundo tema de apertura de Daiya no Ace. Ese mismo año, lanzó el sencillo «Kimi Ja Nakya Dame Mitai» (君じゃなきゃダメみたい?) el 27 de agosto; la canción principal se usa como tema de apertura de la serie de anime Gekkan Shōjo Nozaki-kun.
En 2015, Ōishi y Tom Hack formaron el grupo musical OxT. El primer sencillo del grupo fue «Kimero», cuyo tema principal se usó como el segundo tema final de Daiya no Ace. Desde entonces, el grupo ha interpretado canciones temáticas para series de anime como Overlord, Prince of Stride y Hand Shakers. Ese mismo año, Ōishi también lanzó su quinto álbum Ōishi Masayoshi no Hikigatari Lab (大石昌良の弾き語りラボ Ōishi Masayoshi no Hikigatari Rabo?).
En 2016, Ōishi escribió la canción «Yōkoso Japari Park e» (ようこそジャパリパークへ?), que se utilizó como tema de apertura de la serie de anime Kemono Friends. La canción se hizo muy popular en Japón, encabezando el ranking de la banda sonora de Amazon Japan y ocupando el tercer lugar en las listas de canciones de iTunes del país. Su propia portada recibió más de un millón de visitas en el lapso de dos semanas en el sitio japonés para compartir videos Niconico. Ese mismo año, escribió la canción «Eien Loop» (永遠ループ?) de Ami Wajima, que se utilizó como el segundo tema final de la serie de anime Kuromukuro. Lanzó su sexto álbum Kimi ni Kikaseru Monogatari (君に聞かせる物語?) el 13 de julio de 2016.
En 2017, Ōishi lanzó su séptimo álbum «Kariuta» (仮歌?) que incluía una versión de «Yōkoso Japari Park e». Al año siguiente, lanzó el sencillo «Otomodachi Film» (オトモダチフィルム Otomodachi Firumu?), cuya canción se utilizó como tema de apertura de la serie de anime Tada-kun wa Koi wo Shinai.

## Discografía

### Sencillos
| Fecha de lanzamiento     | Título                                                    | Posición más alta en Oricon | Comentarios                                           |
| ------------------------ | --------------------------------------------------------- | --------------------------- | ----------------------------------------------------- |
| 25 de junio de 2008      | «Honoka Terasu» (ほのかてらす?)                           | 67                          |                                                       |
| 24 de septiembre de 2008 | «Ushiro no Shōmen» (うしろのしょうめん?)                  | 60                          |                                                       |
| 17 de junio de 2009      | «Love» (ラブ?)                                            | 71                          |                                                       |
| 21 de octubre de 2009    | «Gensō Underground» (幻想アンダーグラウンド?)             | 86                          |                                                       |
| 13 de octubre de 2013    | «Go Exceed!!»                                             | 66                          |                                                       |
| 21 de mayo de 2014       | «Perfect Hero»                                            | 51                          |                                                       |
| 27 de agosto de 2014     | «Kimi Ja Nakya Dame Mitai» (君じゃなきゃダメみたい?)      | 23                          |                                                       |
| 28 de mayo de 2018       | «Otomodachi Film» (オトモダチフィルム Otomodachi Firumu?) | 30                          | Tema de apertura del anime Tada-kun wa Koi wo Shinai. |
| 18 de julio de 2018      | «Hands»                                                   | 50                          |                                                       |
| 18 de julio de 2018      | «Rakuentoshi» (楽園都市?)                                 | 28                          |                                                       |

### Álbumes
| Fecha de lanzamiento    | Título                                                                                         | Posición más alta en Oricon |
| ----------------------- | ---------------------------------------------------------------------------------------------- | --------------------------- |
| 26 de noviembre de 2008 | Ano Machi Kono Machi (あの街この街?)                                                           | 103                         |
| 19 de noviembre de 2009 | G.D. Attraction (G.D. アトラクション?)                                                         | 85                          |
| 25 de enero de 2011     | 31 Myscream (31 マイスクリーム?)                                                               | 116                         |
| 25 de enero de 2011     | Magical Music Tour (マジカルミュージックツアー?)                                               | 132                         |
| 2 de diciembre de 2015  | Ōishi Masayoshi no Hikigatari Lab (大石昌良の弾き語りラボ Ōishi Masayoshi no Hikigatari Rabo?) | 39                          |
| 13 de julio de 2016     | Kimi ni Kikaseru Monogatari (君に聞かせる物語?)                                                | 32                          |
| 26 de julio de 2017     | Kariuta (仮歌?)                                                                                | 15                          |